# Iván Colman
Iván Leandro Colman (San Martín, 6 maggio 1995) è un calciatore argentino, centrocampista del Cusco.

## Caratteristiche tecniche
È un trequartista.

## Carriera
Cresciuto nelle giovanili dell'Argentinos Juniors, ha esordito il 27 febbraio 2016 in occasione del match perso 4-1 contro l'Estudiantes (LP).

## Statistiche

### Presenze e reti nei club
Statistiche aggiornate al 23 marzo 2018.
| Stagione        | Squadra            | Campionato      | Campionato | Campionato | Coppe nazionali | Coppe nazionali | Coppe nazionali | Coppe continentali | Coppe continentali | Coppe continentali | Altre coppe | Altre coppe | Altre coppe | Totale | Totale | Totale |
| Stagione        | Squadra            | Comp            | Pres       | Reti       | Comp            | Pres            | Reti            | Comp               | Pres               | Reti               | Comp        | Pres        | Reti        | Pres   | Reti   |        |
| --------------- | ------------------ | --------------- | ---------- | ---------- | --------------- | --------------- | --------------- | ------------------ | ------------------ | ------------------ | ----------- | ----------- | ----------- | ------ | ------ | ------ |
| 2016            | Argentinos Juniors | PD              | 3          | 0          | CA              | 0               | 0               |                    | -                  | -                  |             | -           | -           | 3      | 0      |        |
| 2016-2017       | Argentinos Juniors | BN              | 37         | 3          | CA              | 1               | 0               |                    | -                  | -                  |             | -           | -           | 38     | 3      |        |
| 2017-2018       | Argentinos Juniors | PD              | 9          | 0          | CA              | 0               | 0               |                    | -                  | -                  |             | -           | -           | 9      | 0      |        |
| Totale carriera | Totale carriera    | Totale carriera | 49         | 3          |                 | 1               | 0               |                    | -                  | -                  |             | -           | -           | 50     | 3      |        |